# Isaac Souza
Isaac Nascimento de Souza Filho (Río de Janeiro, 23 de junio de 1999) es un deportista brasileño que compite en saltos de plataforma. Ganó una medalla de bronce en los Juegos Panamericanos de 2019, en la prueba sincronizada.

## Carrera
Ganó medalla de plata en los Juegos Suramericanos de 2018 celebrados en Cochabamba.
En los Juegos Panamericanos de 2019, ganó una medalla de bronce en la plataforma de 10 metros sincronizada masculina.
En los Juegos Olímpicos de Tokio 2020, terminó 20º en la plataforma de 10 metros masculina.
En el Campeonato Mundial de Natación de 2022 terminó noveno en la plataforma de 10 metros sincronizada masculina. 
En el Campeonato Mundial de Natación de 2023 terminó noveno en la plataforma de 10 metros masculina. Fue el mejor resultado de Brasil en el Campeonato Mundial, en la plataforma masculina.

## Palmarés internacional
| Juegos Panamericanos | Juegos Panamericanos | Juegos Panamericanos | Juegos Panamericanos   |
| Año                  | Lugar                | Medalla              | Prueba                 |
| -------------------- | -------------------- | -------------------- | ---------------------- |
| 2019                 | Lima (Perú)          | Medalla de bronce    | Plataforma 10 m sincro |